# Mamta Kulkarni
Mamta Kulkarni (Mumbai, 20 aprile 1972) è un'attrice indiana, attiva dal 1991 al 2003.

## Filmografia parziale
- Nanbargal, regia di Shoba Chandrasekhar (1991)
- Aashik Awara, regia di Umesh Mehra (1993)
- Waqt Hamara Hai, regia di Bharat Rangachary (1993)
- Krantiveer, regia di Mehul Kumar (1994)
- Karan Arjun, regia di Rakesh Roshan (1995)
- Sabse Bada Khiladi, regia di Umesh Mehra (1995)
- Andolan, regia di Aziz Sejawal (1995)
- Baazi, regia di Ashutosh Gowariker (1995)
- China Gate, regia di Rajkumar Santoshi (1998)
- Chhupa Rustam: A Musical Thriller, regia di Aziz Sejawal (2001)
- Kabhie Tum Kabhie Hum, regia di Roop Dutta Naik (2002)

## Premi
- 1994: "Filmfare Award for Lux New Face of the Year"